# Alive in Athens (DVD)
Alive in Athens är ett videoalbum släppt av skivbolaget Century Media, med liveframträdande av hårdrocksbandet Iced Earths konsert på Rodon Club i Aten år 1999. Inspelningen ägde rum under två kvällar, den 23 och 24 januari. Ljudinspelningar från dessa finns tillgängliga på livelalbumet med samma namn.
Strax innan DVD:n släpptes gjorde Jon Schaffer, Iced Earths gitarrist och grundare, ett uttalande där han uttryckte att han var missnöjd över att Century Media tänkte släppa konserten på DVD. Vid tillfället var Iced Earth inte längre kontrakterade av skivbolaget. Han uttryckte att inspelningen höll dålig kvalitet jämfört med spelningen som den egentligen var.

## Låtlistan
Låtlistan är inte densamma som på albumet, flera låtar saknas helt - dessa inkluderar "Slave to the Dark", "A Question of Heaven" och "Iced Earth".
1. Intro
2. Burning Times
3. Vengeance Is Mine
4. Dark Saga
5. Last Laugh
6. Cast in Stone
7. Last December
8. Pure Evil
9. Desert Rain
10. Dante's Inferno
11. The Hunter
12. Melancholy (Holy Martyr)
13. Angels Holocaust
14. Stormrider
15. The Path I Choose
16. Watching Over Me
17. Diary
18. Blessed Are You
19. When the Night Falls
20. My Own Savior
21. Travel in Stygian
22. Violate
23. Stand Alone
24. Brainwashed
25. Disciples of the Lie
26. I Died for You
27. Prophecy
28. Birth of the Wicked
29. The Coming Curse
30. Epilogue

## Bonusmaterial
- Iced Earth Backstage
- Jon Schaffer i Aten

## Musiker
- Jon Schaffer - Gitarr
- Matt Barlow - Sång
- James MacDonough - Bas
- Larry Tarnowski - Gitarr

Gästmusiker:
- Rick Risberg - Keyboard
- Brent Smedley - Trummor